# Comuna Suhorabivka, Reșetîlivka
Suhorabivka (în ucraineană Сухорабівка) este o comună în raionul Reșetîlivka, regiunea Poltava, Ucraina, formată din satele Berezneakî, Pidok și Suhorabivka (reședința).

## Demografie
Componența lingvistică a comunei Suhorabivka
     Ucraineană (98,69%)
     Rusă (1,22%)
     Alte limbi (0,09%)
Conform recensământului din 2001, majoritatea populației comunei Suhorabivka era vorbitoare de ucraineană (98,69%), existând în minoritate și vorbitori de rusă (1,22%).